# Trochosa quinquefasciata
Trochosa quinquefasciata är en spindelart som beskrevs av Roewer 1960. Trochosa quinquefasciata ingår i släktet Trochosa och familjen vargspindlar.
Artens utbredningsområde är Tanzania. Inga underarter finns listade i Catalogue of Life.